# William Walker
William Walker (født 31. oktober 1985) er en australsk tidligere professionel cykelrytter.